# تشيستر ك. تومسون
تشيستر ك. تومسون (بالإنجليزية: Chester C. Thompson)‏ هو سياسي أمريكي، ولد في 19 سبتمبر 1893 في روك أيلاند في الولايات المتحدة، وتوفي بنفس المكان في 30 يناير 1971. حزبياً، نشط في الحزب الديمقراطي. وقد انتخب عضو مجلس النواب الأمريكي.